# Imprenta Universidad de Antioquia
La Imprenta Universidad de Antioquia es la imprenta oficial de la Universidad de Antioquia establecida en 1929, su sede se localiza en la localidad colombiana de Medellín, en el bloque 28 de la Ciudad Universitaria. 
La Imprenta se encarga del diseño, diagramación, montaje, impresión y acabado de libros, revistas, folletos, documentos y papelería institucional. Trabaja de la mano con la Editorial Universidad de Antioquia, que juntas se encargan de casi todo el material bibliográfico que produce dicha Universidad.

## Historia
En 1928 surgió entre las directivas de la Universidad de Antioquia el proyecto de suministrar a la institución un equipo de imprenta. Al año siguiente todo se concretó, cuando, con ocasión de la celebración institucional del 7 de agosto, se realiza la inauguración oficial de la imprenta, sin embargo los contratos de los empleados señalan que los trabajos habían iniciado dos días antes.
Cuando comenzó a funcionar, la imprenta contaba con cuatro empleados: Efraín Araque, como cajista, Gustavo Congote y Manuel Berrío, como linotipistas, y Jaime Betancur, como prensista, quienes además realizaban otras tantas funciones necesarias de la Dependencia. Además, su primer director fue el señor Miguel Escobar Restrepo, quien conjuntamente desempeñaba las funciones de proveedor y ejerció su puesto hasta 1952. La maquinaria con que se comenzó fue la siguiente: un linotipo, dos prensas grandes y una pequeña, para tarjetas, una cosedora, una guillotina y una perforadora.
La imprenta se estableció con el fin de publicar los anales y revistas de las escuelas que integraban la Universidad y los trabajos necesarios para el buen funcionamiento de la enseñanza, como libros de matrícula, recibos, cheques y programas; sin embargo, se contemplaba como objetivo la prestación de los servicios de imprenta a terceros, no sólo a entidades públicas sino también a privados, en la medida en que la demanda interna lo facilitara.
Entre las primeras publicaciones están: Anales de la Universidad de Antioquia, Tesis, Cartas a mi hermana, revista Cronos, revista Progreso Juvenil, Geografía de Colombia, Estética y literatura, Cancionero, revista Variedades, revista Información Deportiva, La tierra inmóvil, revista Estudios de Derecho, Genealogías de Antioquia, revista Dyna, Breviario de la madre y la Revista Universidad de Antioquia (publicación emblemática de la institución).
La imprenta dependió de la rectoría de la Universidad desde el comienzo de sus actividades hasta 1968, año en el cual pasó a depender del Departamento Comercial, por Acuerdo 38 del 27 de septiembre. Posteriormente, el 16 de marzo de 1984, se estableció, por Acuerdo Superior 7, el Departamento de Publicaciones, y desde aquel momento la imprenta depende de éste.

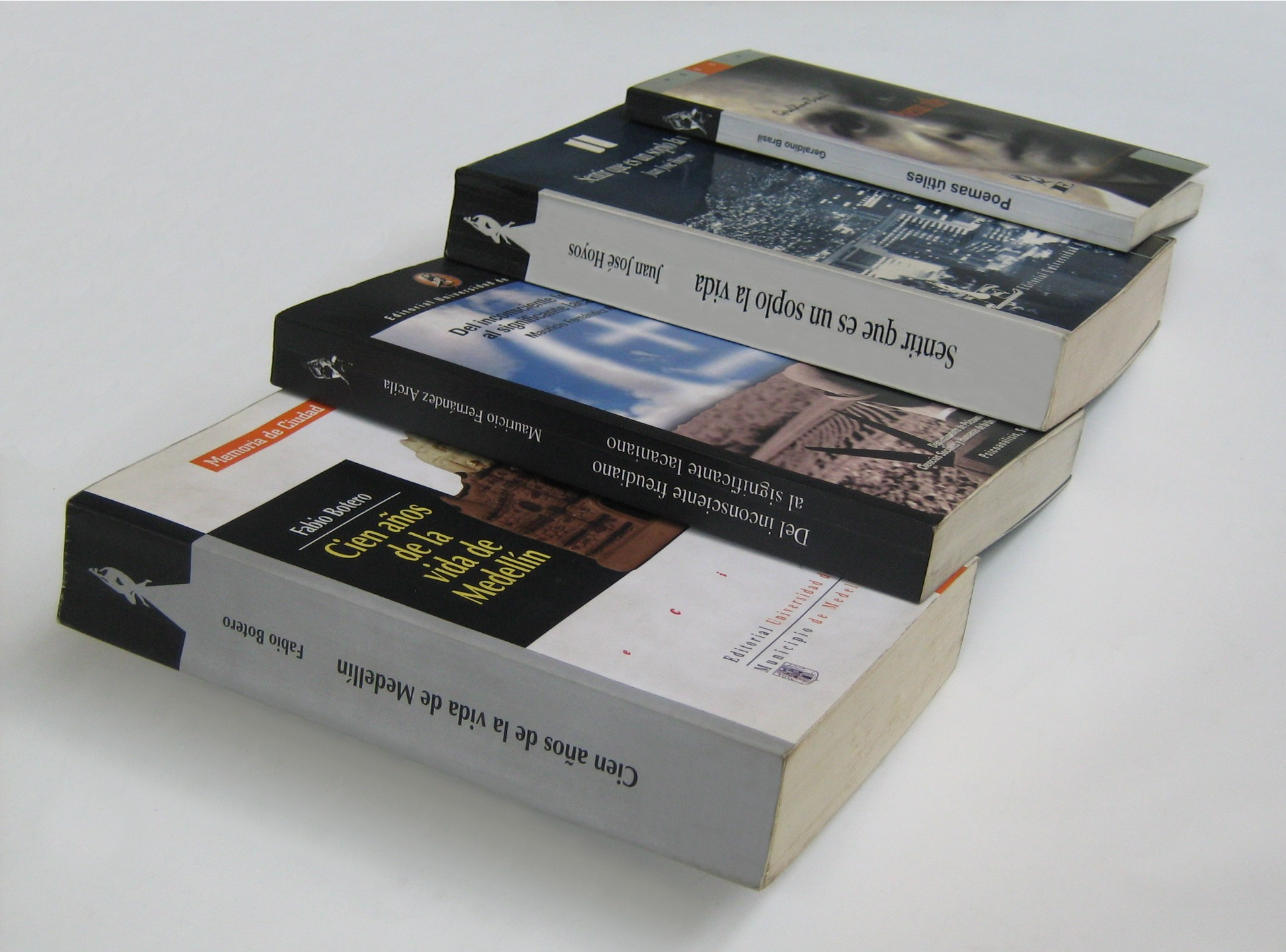
Algunos libros realizados por la Imprenta U. de A.

Desde sus inicios, la imprenta trabajó con un sistema tipográfico que consiste en fundir plomo y crear los moldes de las letras, para con éstos imprimir el texto según la caja de armada. A partir de 1965, se empezó a establecer el sistema litográfico, gracias a la adquisición de una impresora Multilith; en 1970, se mejora el sistema con otra impresora Multilith y una cámara fotográfica, que aún funciona y presta óptimos servicios; y desde de 1989, todo el sistema de impresión es litográfico, es decir, es un sistema de impresión indirecta en húmedo que tiene como matriz una plancha.
Desde un comienzo el objetivo de la imprenta era realizar toda la papelería necesaria para las diversas dependencias académicas y administrativas de la Institución, y para la publicación de revistas y libros universitarios, pero fue a partir de 1990 cuando el Departamento de Publicaciones acondicionó la Editorial Universidad de Antioquia, lo cual generó que la producción se incrementase en un 300% aproximadamente, récord que se ha mantenido más o menos estable.
Hasta 1989, el promedio de libros y revistas publicados por año era de veintisiete títulos, con un total de dieciocho mil ejemplares; para finales de la década de los 90 ese promedio aumento a cuarenta títulos de libros y doce de revistas, para un promedio total de cerca de cien mil ejemplares al año.
Hoy en día, cuenta con cuarenta empleados y vive en permanente proceso de modernización. Posee entre otro: una impresora bicolor de cuarto con sistema de volteo, que facilita imprimir a alta velocidad dos colores al mismo tiempo o hacer tiro y retiro a la vez, un equipo compaginador que acelera el terminado de los libros y de la papelería, y varios equipos y programas de cómputo, con tecnología de punta, que facilita la diagramación y eliminan levemente el proceso de montaje de papel y de fotomecánica.
La Imprenta Universidad de Antioquia ha sido reconocida nacionalmente como una de las mejores imprentas universitarias, tanto por la calidad de impresión y el acabado del material publicado, como por su diseño y edición: constituye una dependencia clave en el funcionamiento del organismo universitario, en tanto contribuye de manera directa a la divulgación del pensamiento, del saber académico y de la cultura, objetivos generales de la Universidad.